# 豐溪君
豐溪君李瑭（韓語：풍계군 이당；1783年2月1日—1826年5月8日）是朝鲜王朝晚期王族，是恩彦君李䄄庶四子，莊獻世子的孫子、朝鮮英祖的曾孫。他的封爵「豐溪君」是姪兒朝鮮哲宗即位後才追贈的；哲宗下令以豐溪君為恩全君李襸的後嗣。
其早年事蹟不詳。朝鮮正祖時，洪國榮曾密謀擁立常溪君（豐溪君長兄）為「假東宮」，使得恩彦君一家被流放；朝鮮純祖即位後發生辛酉迫害，嫡母常山郡夫人宋氏、長嫂平山郡夫人申氏]]因受洗為天主敎徒，兩人以及恩彥君先後被賜死，恩彦君一家再度受連坐並被流放。1822年，朝鮮純祖赦免恩彥君一家。豐溪君生前並沒有爵位，1826年5月8日過世；其初葬於京畿道安山郡東幕洞，后移葬果川郡北面堂井里（現軍浦市堂井洞東北）。
朝鮮哲宗即位後，追贈伯父為豐溪君，並過繼給恩全君李襸。豐溪君和正室光山金氏（贈光山郡夫人）間無子女，因此綾原大君八世孫李世輔被過繼給他，封為慶平君。豐溪君和本貫全州李氏的妾侍生有一子，則被封為益平君李曦。

## 家族
- 父：恩彦君（은언군；1754年－1801年）
- 嫡母：常山郡夫人宋氏（1753年10月15日－1801年3月17日），宋樂休之女
- 養父：恩全君李纘（은전군；1759年8月14日－1778年8月26日）
- 養母：平壤郡夫人趙氏（평양군부인 평양조씨；1758年10月28日－1817年3月8日），本貫平壤趙氏，郡守趙峸之女
- 妻：贈光山郡夫人光山金氏（1803年4月4日－1864年3月29日），無親生子女
  - 養子：慶平君李晧，1832年－1895年，罷養
  - 養子：完平君李昇應，1836年－1909年
- 妾：全州李氏
  - 庶子：益平君李曦，出繼常溪君